# Nemertea
I Nemertini (o Nemertei o Rincoceli) sono animali vermiformi diffusi soprattutto negli ambienti marini intertidali, ad eccezione di alcune specie d'acqua dolce o tipiche dei terreni umidi.
Le dimensioni variano da qualche millimetro fino a specie lunghe molti metri (come Lineus longissimus, che raggiunge l'incredibile lunghezza di 55 m), per lo più bentoniche sedentarie che vivono arrotolate negli interstizi dei fondali acquatici nutrendosi di piccoli invertebrati.

## Anatomia e fisiologia
I Nemertini mostrano moltissime affinità coi Platelminti. Come questi ultimi, infatti, sono organismi acelomati (nonostante tuttora si sta avanzando l'ipotesi che siano pseudocelomati) dall'aspetto vermiforme, mostrano uno schiacciamento dorso-ventrale e sono dotati di un apparato protonefridiale e di un epitelio entrambi muniti di cellule pluriciliate. 
Caratteristica che li distingue dai Platelminti è la proboscide, un lungo tubo cavo trattenuto in una cavità anteriore detta rincocele. Al momento opportuno, tramite contrazione muscolare, la proboscide viene estroflessa per difesa o per la cattura di piccoli invertebrati, grazie ad uno stiletto acuminato posto sulla parte apicale che può iniettare un liquido paralizzante. Una volta avvenuta la cattura, la preda viene portata alla bocca, che si trova nella zona ventrale anteriore dell'animale.
La proboscide può essere usata anche per il movimento.
I Nemertini, inoltre, portano delle importanti novità evolutive: sono organismi proctodeati (sono dotati di ano e non hanno un apparato digestivo a fondo cieco come i Platelminti) e mostrano un abbozzo di sistema circolatorio. Sotto lo strato epiteliale si trovano due strati muscolari, circolare e longitudinale, per la prima volta organizzati ordinatamente.
Il sistema nervoso è costituito da un anello nervoso, che circonda l'esofago e il rincocele, dal quale si dipartono cordoni laterali che innervano ventralmente l'organismo.

## Riproduzione e sviluppo
I Nemertini sono organismi dioici a fecondazione esterna. Ai lati del corpo portano delle sacche gonadiche che, una volta giunte a maturazione, attraverso gonodotti, vengono espulse all'esterno liberando le uova e gli spermatozoi. Lo zigote dà origine ad una larva ciliata planctonica simile a quella degli anellidi, che, in seguito, metamorfosa in un individuo adulto.